# Георгиади, Андрей Васильевич
Андрей Васильевич Георгиади (21 июня 2003, Темиртау, Казахстан) — казахстанский футболист, нападающий.

## Клубная карьера
Воспитанник карагандинского футбола. Футбольную карьеру начинал в 2021 году. 24 октября 2021 года в матче против клуба «Тобол» Костанай дебютировал в казахстанской Премьер-лиге (1:4).

## Клубная статистика
| Игровая карьера | Игровая карьера | Игровая карьера | Лига | Лига | Кубок | Кубок | Межд. | Межд. | Др. | Др. |
| --------------- | --------------- | --------------- | ---- | ---- | ----- | ----- | ----- | ----- | --- | --- |
| 2021            | Шахтёр          | А               | 1    | 1    | —     | —     | —     | —     | —   | —   |
| 2021            | Шахтёр М        | В               | 20   | 8    | —     | —     | —     | —     | —   | —   |
| 2022            | Шахтёр-Булат    | Б               | 2    | 0    | —     | —     | —     | —     | —   | —   |
| 2022            | Шахтёр М        | В               | 14   | 8    | —     | —     | —     | —     | —   | —   |